# Carouge
Carouge är en stad och kommun i kantonen Genève, Schweiz. Kommunen har 22 311 invånare (2023).
Carouge gränsar i norr till staden Genève, med vilken den vuxit samman. En del av kommungränsen utgörs av floden Arve. I centrum finns en del äldre bebyggelse.

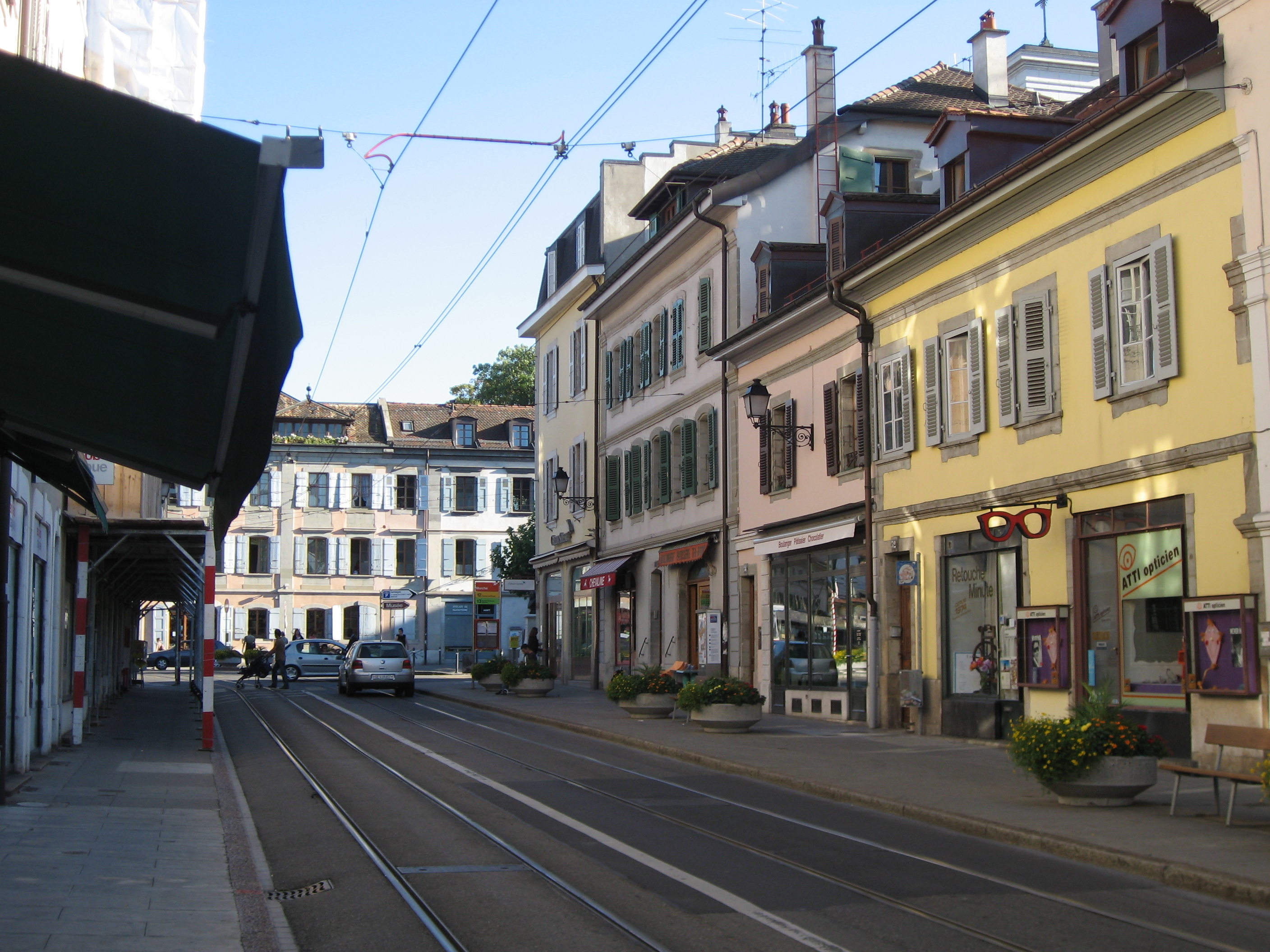
Carouge.

## Historia
Redan på romartiden fanns här en bro över Arve. Orten är känd sedan tidig medeltid som Quadruvium och här kröntes Sigismund av Burgund år 513. På 1400-talet lydde orten under Savojen och genom bron över Arve, som flera gånger förstördes av högvatten, hade Carouge strategisk betydelse i konflikterna med Genève. Området krigshärjades i slutet av 1500-talet och var sedan länge glest befolkat.
I mitten av 1700-talet reglerades Arve, ett garveri anlades, gränsen mellan Genève och Savojen stadfästes och folkmängden ökade snabbt. De savojiska myndigheterna gjorde 1772 en stadsplan. 1780 blev Carouge provinshuvudstad och den upphöjdes till kunglig av Viktor Amadeus III av Sardinien den 31 januari 1786.
År 1816, efter napoleonkrigen, tillföll Carouge kantonen Genève, vilket ledde till ekonomisk nedgång. Från 1870 anlades dock nya industrier.

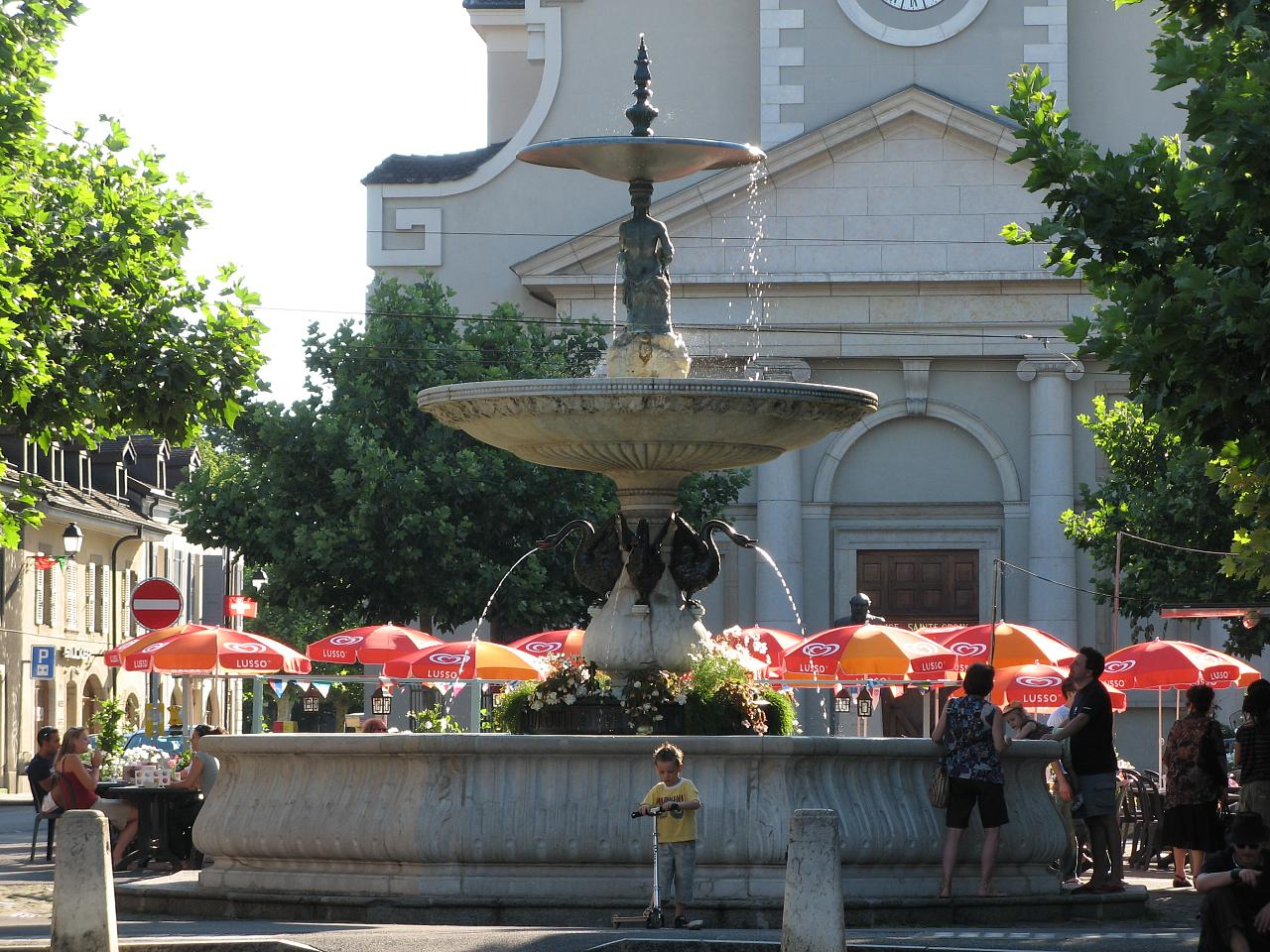
Carouge.